# Емарі (авіабаза)
Авіаційна база Емарі (також — авіабаза Сууркюль чи Сууркюла; ест. Lennubaas Ämari) — складова частина ВПС Естонії.
Розташована на північ від Емарі у західній частині столичного повіту Гар'юмаа. Авіабаза не має власних бойових авіаформувань, але тут базуються усі навчальні і транспортні літаки Естонії. Тут дислокується єдиний у Збройних силах Естонії підрозділ ППО. Командувач — генерал-лейтенант Маанус Нігуль.

## Історія
Резервний аеродром у сучасному Емарі будували в 1940—1941 роках для авіації радянських ВМС (остаточно роботи завершено 1945-го): основним він став 1952-го.
У 1967 тут сформований 88-й полк винищувачів-бомбардувальників на МіГ-17 (1984-го перебазований на аеродром Канатове), які 1970 року замінили машинами МіГ-21ПФМ, а 1980 — МіГ-27Д.
Станом на 1991 рік аеродром слугував базою для 170-го морського штурмового авіаполку (озброєний фронтовими бомбардувальниками Су-24) 132-ї морської штурмової авіаційної дивізії.
1997-го в Емарі провели перші спільні з НАТО навчання «Baltic Challenge 97», у подальшому кількість міжнародних заходів тільки зростала.

## Сучасність
Влітку 2020-го тут тимчасово перебували на чергуванні MQ-9 Reaper з 12-ї бази БпЛА у польському Мирославці
2024 року завершено капітальну реконструкцію аеродрому, яку профінансували Естонія та Люксембург; на час проведення робіт (лютий-жовтень 2024) використовувати авіабазу дозволили тільки гелікоптерам, літаки перебазували до Лієлварде.

### Російсько-українська війна
База набула додаткової ваги внаслідок росі́йської збройної агресії проти України: від 2014 звідси відбувається патрулювання Балтійського моря у рамках місії повітряної поліції НАТО (до того часу аеродроми Естонії не були задіяні).